# Princeton (Maine)
Princeton – miasto w Stanach Zjednoczonych, w stanie Maine, w hrabstwie Washington.